# Édouard Riou
Édouard Riou (Saint-Servan-sur-Mer, 2 dicembre 1833 – Parigi, 26 gennaio 1900) è stato un pittore e illustratore francese.

## Biografia
Nato a Saint-Servan, Édouard Riou passò una parte dell'infanzia a Le Havre, dove studiò, e restò segnato dall'ambiente marinodi entrambe queste città portuali. Fu allievo della scuola di disegno della città, dove nel 1854 ottenne una borsa di studio.
Allievo del pittore Charles-François Daubigny, debuttò al Salon del 1859 con scene della Foresta di Fontainebleau e tele orientaliste, ma si fece notare soprattutto come caricaturista collaborando dal 1855 al 1858 a riviste satiriche come il Journal pour rire di Charles Philipon o il Journal amusant di Nadar.
Collaborò anche, dal 1857 al 1886, con Le Monde illustré fin da quando il settimanale fu fondato da Achille Bourdilliat. Qui illustrò nel 1858 Il romanzo di un giovane povero di Octave Feuillet e nel 1859 fu inviato a Torino per documentare il matrimonio del principe Gerolamo Bonaparte con Maria Clotilde di Savoia.
Intanto collaborava anche con l'L'Univers illustré fondato dall'editore Michel Lévy nel 1858 e dal 1861 a diverse riviste di Édouard Charton, come Le Magasin pittoresque, L'Illustration, Le Tour du Monde; per quest'ultima rivista, pubblicata da Hachette, produsse 1 194 disegni su 58 numeri tra il 1861 e il 1894.
Nel 1861 illustra anche, allo stesso modo di Gustave Doré, Viaggi straordinari di Jules Verne pubblicato da Pierre-Jules Hetzel.
Suoi disegni riprodotti in incisioni accompagnano molti altri scrittori: Walter Scott per Ivanhoe (1880), Alexandre Dumas padre per Il conte di Montecristo (1887), Maupassant per Sur l'eau (1888) e Un soir (1889), e molti altri. Illustra anche opere di divulgazione scientifica come Le Monde avant la création de l'homme di Camille Flammarion o La Terre avant le déluge di Louis Figuier.
Nel gennaio 1865 entra nella Société nationale des beaux-arts e nella casa editrice di Hetzel illustrando Le avventure del capitano Hatteras di Verne. Nel 1869 è pittore ufficiale in Egitto, e illustra fra l'altro l'apertura del Canale di Suez.
Autore di decine di migliaia di disegni, insignito della Legion d'onore su sollecitazione dei suoi editori, muore nella sua casa di Parigi il 26 gennaio 1900, a 67 anni. È sepolto al Cimitero di Père-Lachaise, divisione 93.